# Sthenelais leidyi
Sthenelais leidyi är en ringmaskart som beskrevs av Jean Louis Armand de Quatrefages de Bréau 1866. Sthenelais leidyi ingår i släktet Sthenelais och familjen Sigalionidae.
Artens utbredningsområde är Mexikanska golfen. Inga underarter finns listade i Catalogue of Life.